# Montigny-sur-Loing
Montigny-sur-Loing là một xã ở tỉnh Seine-et-Marne, thuộc vùng Île-de-France ở miền bắc nước Pháp.

## Dân số
Người dân ở đây được gọi là Montignons.
Điều tra dân số năm 2004, xã này có dân số là 2.751.